# 瓦連季尼夫卡
47°24′36″N 30°2′30″E / 47.41000°N 30.04167°E
瓦倫丁尼夫卡（烏克蘭語：Валентинівка）是位於烏克蘭西南部的村莊，由敖德萨州贝雷济夫卡区的喬霍達里夫卡市鎮負責管轄。該村始建於1795年，面積1.22平方公里，海拔高度71米，2001年人口369，人口密度每平方公里302.46人。